# Kömlő
Kömlő község Heves vármegye Hevesi járásában.

## Fekvése, természeti adottságai
A vármegye déli részén, a hevesi nyílt ártéren fekszik, Heves városától 13 kilométerre délkeletre. A közvetlenül szomszédos települések: észak felől Besenyőtelek és Mezőtárkány, kelet felől Sarud, délkelet felől Tiszanána, dél felől Kisköre és Tarnaszentmiklós, délnyugat felől Hevesvezekény, nyugat felől pedig Átány. A térség központja a közeli Heves, a vármegyeszékhely, Eger pedig mintegy 36 kilométerre északra található.
A község határa alapvetően a száraz kontinentális éghajlatú területek közé tartozik, átlagosan 560–580 milliméter évi csapadékmennyiség jellemzi; az évi csapadékmennyiség jobbára a csapadékosabb ciklusokban sem emelkedik 600–650 milliméter fölé. [Kirívó kivételt jelentett ebből a szempontból az 1999-es év nyara: 1999. július 10-11-én mintegy 300 milliméternyi csapadékmennyiség hullott le a határai között, s ez a község 1770-ben történt újratelepítése óta a legnagyobb itteni természeti katasztrófát okozta, melynek következményeit a falu néhol még ma is magán viseli.]
Éghajlata: az évi középhőmérséklet 10-10,2 °C, az évi napsütéses órák száma 1950-2000. Leggyakoribb az északi, északkeleti irányú szél, éghajlati anomáliái között különösen sok kárt okoz az augusztus 20. körül érkező jégverés.
Területe hordalékkúp-síkság, a tengerszint feletti magasság 100 méter alatt van; legnagyobb kiemelkedései a határhalmok. A gyér lefolyású terület vizeit a Görbe-ér vezeti le. A talajvíz mélysége 2 méter(!), az artézi kutak kis vízhozamúak. A vidék hidrológiai tengelyében a Tisza folyó halad, melyet mintegy 40 km szélességben kísér a hevesi nyílt ártér. Talajai a réti és szikes talajok.
Természetes növényzete kis mértékben tatár juharos lösztölgyesekből, nagyobb részben lágyszárú fajok által alkotott növénytársulások egyedeiből áll. Állatai elsősorban kisvadak és madárfajok, de külön említést érdemel az őshonos és fokozottan védett, gyakran több tucatnyi egyedet számláló itteni túzokpopuláció.

### Megközelítése
Legfontosabb közúti megközelítési útvonala a 3212-es út, ezen érhető el Besenyőtelek és a 33-as főút, illetve Tiszanána felől is. Tarnaszentmiklóssal a 3211-es út, Átány központjával a 32 113-as számú mellékút köti össze; határszélét délnyugaton érinti még a 3209-es út is.
A fő közlekedési utakhoz viszonyított helyzete az M3-as autópálya e térségi szakaszának megépítésével (és 1998-as forgalomba helyezésével) kedvezővé vált, hiszen a sztráda füzesabonyi csomópontja a községtől mindössze 13 kilométerre található.
Vasútvonal nem érinti, a legközelebbi vasúti csatlakozási lehetőséget így a Kál-Kápolna–Kisújszállás-vasútvonal Tarnaszentmiklós vasútállomása kínálja, a községtől 8 kilométerre délre.

## Története
Első okleveles említése 1261-ben Kumleud névalakban történt, egy 1343-as oklevélben Kumleu néven olvasható. 1458-ban és 1478-ban Kemle és Kwmle alakban említették az oklevelek.
1416-ban Zsigmond király, mint elpusztult és lakatlan helységet Kompolti Istvánnak adományozta. 1468 és 1478 között a Tarkövi családnak volt itt birtoka, amit az egri püspöknek zálogosítottak el. Az 1546. évi összeírás szerint a falu birtokosa Balassa Zsigmond volt. 1549 előtt elnéptelenedett, de a lakosság hamar visszatért, s a 16. század végéig lakott volt a falu. 1553-ban Tarcsay György birtoka, aki Dobó Istvánnak adja zálogba. 1592-ben István fia, Ferenc Rákóczi Zsigmondnak zálogosította el: ettől az időponttól 1707-ig a Rákóczi-család volt a birtokos.
A falu az 1600-as évek elején pusztult el, és puszta maradt egészen 1770-ig. 1672-ben I. Rákóczi Ferenc még eltiltotta az átányiakat a kömlői szántóföldek elfoglalásától, de 1674-től évi másfélszáz forintért már jogosan bérbe vehették azokat. Később a losonci Szíjártó András és fia, István zálogos pusztája volt, akik a bérletért már 300 forintot kértek az átányiaktól. II. Rákóczi Ferenc 1707-ben Kömlő pusztát cserébe adta Telekessy István egri püspöknek Sajóhídvég pusztáért, s ettől kezdve az egri, majd 1804-től a szatmári püspökség birtokaként szerepelt. Kömlő puszta határát 1770-ig Átány, Tiszanána és Kisköre lakosai bérelték. Mivel a tiszanánaiak megtagadták a kömlői határ használatáért kiszabott súlyosabb robot kiszolgáltatását, ezért Eszterházy Károly egri püspök 1770. március 13-án elrendelte, hogy a pusztát más falvakból álló telepesekkel kell benépesíteni. Néhány héten belül 95 telepes érkezett Tarnaszentmiklósról, Pélyről, Dormándról és 20 más hevesi és nógrádi faluból.

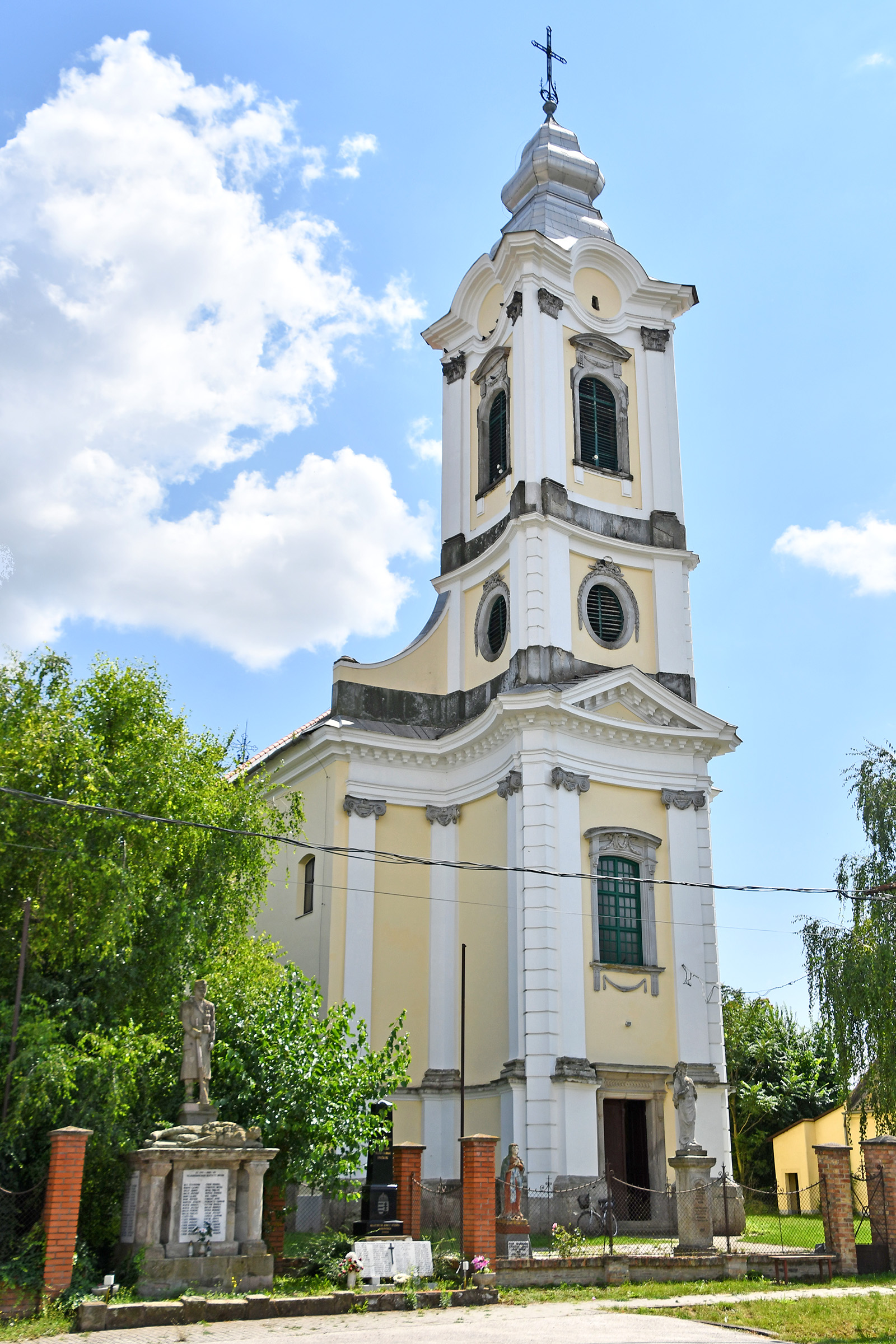
A római katolikus templom

Ulrich János, a püspök jószágigazgatója a betelepülők számára, építkezésre, egymást derékszögben metsző, nyílegyenes utcasorokat mért ki, meghatározva ezzel a település mai arculatát. A házakat vályogból, téglakéménnyel, nádtetővel és nádkerítéssel kellett felépíteni. A jószágigazgató 6 évvel később már teljesen beépült utcahálózatról tudósít, és megállapítja, hogy messze földön nem látni ilyen rendezett települést. Az újratelepített község népessége fokozatosan növekedett (1775: 989 fő, 1799: 1430 fő, 1816: 1628 fő, 1849: 1988 fő, 1869: 2155 fő), és a 19. század végére meghaladta a 2900 főt, akik 516 házban laktak. A 19. század végén és a 20. század elején az itt lakók fogyasztási- és hitelszövetkezetet tartottak fenn.
A világháborúk jelentős áldozatokat követeltek Kömlőn is. Az első világháborúban 106 katona esett el. A második világháború idején, 1944. november elején foglalták el a községet a szovjet csapatok, de a település többször is gazdát cserélt, aminek következtében sok volt a polgári áldozat is.
1949-ben 3294 fő lakott Kömlőn. 1950-től 1990-ig önálló tanácsú község, majd az 1990-es, és a későbbi önkormányzati választásokon főként független képviselőkből álló testület alakult. Ehhez 1994-től, az első kisebbségi [később nemzetiségi] önkormányzatok megalakíthatóságának évétől cigány kisebbségi (2010 után nemzetiségi) önkormányzat megalakulása társult.

## Testvérközsége
A lengyelországi Kępno járásban lévő Rychtal.

## Jelképei
A falu címere és a zászlaja. A címer színei a reménységet és a tisztaságot szimbolizálják, a pajzsban a vízszintesen fekvő csoroszlya, felette ekevas és búzakalászcsokor pedig a község mezőgazdasági jellegére utal.

## Közélete

### Polgármesterei
| Polgármester | Polgármester          | Polgármester |
| ------------ | --------------------- | ------------ |
| 1990–1994    | Cseh József           | független    |
| 1994–1998    | Ifj. Sztankovics Béla | MSZP         |
| 1998–2002    | Cseh József           | független    |
| 2002–2006    | Cseh József           | független    |
| 2006–2010    | Német István          | független    |
| 2010–2014    | Német István          | független    |
| 2014–2019    | Turó Tamás            | független    |
| 2019–2024    | Turó Tamás            | független    |
| 2024–        | Turó Tamás            | független    |

## Népesség
A település népességének változása:
| Lakosok száma | 1927 | 1914 | 1881 | 1954 | 1875 | 1916 | 1909 |
|               | 2013 | 2014 | 2015 | 2021 | 2022 | 2023 | 2024 |

2001-ben a település lakosságának 83%-a magyar, 17%-a cigány nemzetiségűnek vallotta magát.
A 2011-es népszámlálás során a lakosok 79%-a magyarnak, 31,9% cigánynak, 0,2% németnek, 0,4% románnak, 0,2% szlováknak mondta magát (20,6% nem nyilatkozott; a kettős identitások miatt a végösszeg nagyobb lehet 100%-nál). A vallási megoszlás a következő volt: római katolikus 36%, református 2,5%, felekezeten kívüli 28,6% (31,3% nem nyilatkozott).
2022-ben a lakosság 77,8%-a vallotta magát magyarnak, 52,3% cigánynak, 0,3% németnek, 0,2% bolgárnak, 0,1-0,1% görögnek, románnak, szlovénnek és szerbnek, 0,1% egyéb, nem hazai nemzetiségűnek (22,2% nem nyilatkozott; a kettős identitások miatt a végösszeg nagyobb lehet 100%-nál). Vallásuk szerint 30,3% volt római katolikus, 2,6% református, 0,2% görög katolikus, 0,1% izraelita, 1,3% egyéb keresztény, 1,3% egyéb katolikus, 30,2% felekezeten kívüli (34% nem válaszolt).

## Nevezetességei

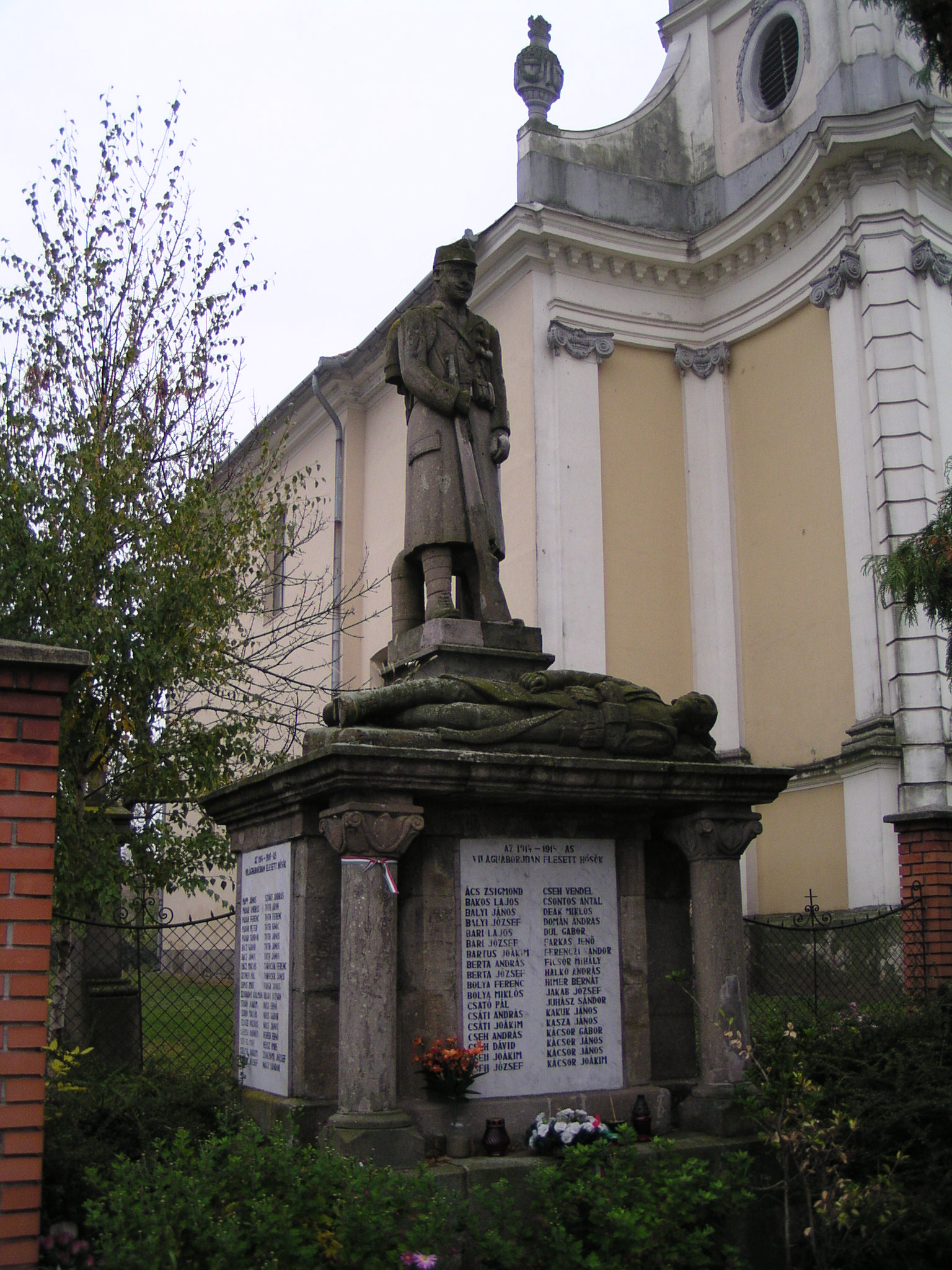
A világháborús emlékmű

A falu katolikus templomát Esterházy püspök építtette 1780-83 között. Késő barokk műemlék. A plébánia már 1777-ben elkészült, L alakú, boltíves kialakítású folyosóval ellátott épület.
A templomkertben 1921-ben, az országban az elsők között állítottak emlékművet az első világháború elesett katonáinak, az Amerikai Egyesült Államokban és Kanadában élő kömlői kivándoroltak adományaiból.
A második világháborúban a környéken elesett szovjet katonák holttestét a templom kertjében temették el, majd 1985-ben jelképesen új emlékművet állítottak részükre.
A Millennium évében (2000) került sor a II. világháborúban elesett katonai és polgári áldozatok fekete gránitból készült obeliszkjének felállítására.